# 모어 댄 블루
《모어 댄 블루》(중국어: 比悲傷更悲傷的故事, 영어: More than Blue)는 2018년 임효겸 감독의 대만영화이다. 2009년 한국영화 《슬픔보다 더 슬픈 이야기》를 리메이크한 작품으로 류이하오, 천이한, 천팅니가 출연한다.

## 출연자
- 류이호
- 진의함
- 진정니

## 영화 정보
- 《모어 댄 블루》는 2009년 개봉된 권상우, 이보영 주연의 한국영화 《슬픔보다 더 슬픈 이야기》를 리메이크한 작품이다.
- 《모어 댄 블루》는 2018년 제23회 부산국제영화제 '오픈시네마' 섹션에서 상영되었다. 영화제 기간에 임효겸 감독과 주연배우 류이하오, 천이한, 천팅니가 부산을 방문했다.